# Santiago Mele
Pour les articles homonymes, voir Mele (homonymie).
Santiago Mele est un footballeur uruguayen né le 6 septembre 1997 à Montevideo. Il évolue au poste de Gardien de but à l'Atlético Junior.

## Biographie

### En équipe nationale
Avec l'équipe d'Uruguay des moins de 20 ans, il participe au championnat de la CONMEBOL des moins de 20 ans en 2017. L'Uruguay remporte cette compétition en devançant l'Équateur.
Il dispute dans la foulée la Coupe du monde des moins de 20 ans organisée en Corée du Sud.

## Carrière
- 2016-201. : CA Fénix ( Uruguay)

## Statistiques

### En sélection nationale
| Saison                | Sélection             | Phases finales        | Phases finales | Phases finales | Éliminatoires CDM | Éliminatoires CDM | Matchs amicaux | Matchs amicaux | Total | Total |
| Saison                | Sélection             | Compétition           | M              | B              | M                 | B                 | M              | B              | M     | B     |
| --------------------- | --------------------- | --------------------- | -------------- | -------------- | ----------------- | ----------------- | -------------- | -------------- | ----- | ----- |
| 2022-2023             | Uruguay               | Coupe du monde 2022   | -              | -              | -                 | -                 | 2              | 0              | 2     | 0     |
| 2023-2024             | Uruguay               | Copa América 2024     | 0              | 0              | 1                 | 0                 | 1              | 0              | 2     | 0     |
| Total sur la carrière | Total sur la carrière | Total sur la carrière | 0              | 0              | 1                 | 0                 | 3              | 0              | 4     | 0     |

## Palmarès
- Vainqueur du championnat de la CONMEBOL des moins de 20 ans en 2017 avec l'équipe d'Uruguay des moins de 20 ans